# اینتلی‌سنس
اینتلیسنس (به انگلیسی: IntelliSense) نام فناوری «خودتکمیلی» (autocompletion) شرکت ماکروسافت برای استفاده در محیط یکپارچه توسعه نرم‌افزار (IDE) است. البته علاوه بر کامل کردن اتوماتیک کلمات در هنگام تایپ، اینتلیسنس در مستندسازی و ابهام زدایی نام متغیر‌ها، توابع، متدها و کلاس‌ها کمک می‌کند و همچنین روشی مناسب جهت دستیابی به توضیحات توابع، به ویژه لیست پارامتر‌های آن‌ها است. اینتلیسنس سرعت برنامه‌نویسی را طور قابل ملاحظه‌ای افزایش می‌دهد؛ کاهش نیاز به تایپ کامل کدها و رجوع به مستندات و دیگر مراجع خارجی IDE، افزایش سرعت دسترسی به نام‌ها و پارامترها و عدم نیاز به حفظ بسیاری از نام‌ها از مزایای استفاده از این فناوری است.
اینتلیسنس برای اولین بار در Visual Basic 5.0 Control Creation Edition معرفی شد و پس از آن به سرعت به Visual FoxPro و Visual C++ و دیگر نرم‌افزارها گسترش پیدا کرد. اینتلیسنس هم‌اکنون در محیط Visual Studio توسط ویرایشگر تمام زبان‌های برنامه‌نویسی آن پشتیبانی می‌شود.